# Companhia de Tecidos Rio Tinto

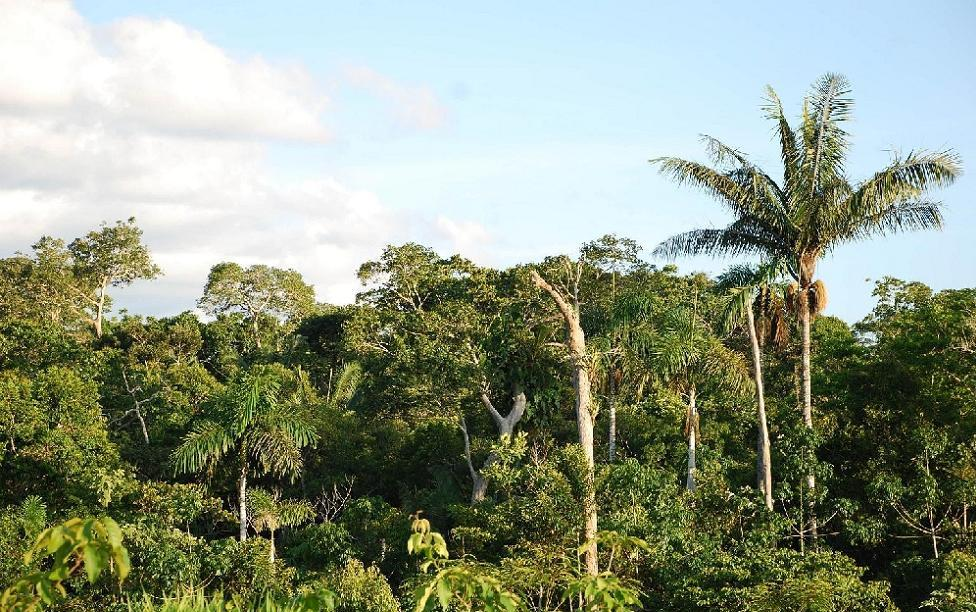
A região onde viria a ser implantado o parque industrial têxtil dos Ludgren era originalmente coberta de Mata Atlântica.

A Companhia de Tecidos Rio Tinto é uma fábrica desativada cuja sede se situa na cidade brasileira de Rio Tinto, Paraíba. Embora juridicamente ainda não esteja extinta em virtude dos muito imóveis que ainda detém.
A unidade fabril desta Companhia de Tecidos já formou, junto com a unidade fabril da Companhia de Tecidos Paulista ainda hoje em atividade na área metropolitana do Recife, o maior complexo do setor têxtil na América do Sul.

## Histórico

### Antecedentes
A sociedade por ações denominada Companhia de Tecidos Paulista é uma entidade jurídica que foi constituída com a aprovação dos seus estatutos em assembleia dos acionistas fundadores realizada no salão nobre da Associação Comercial Beneficente do Recife, dia 13 de Junho de 1891, portanto logo no início da última década do século XIX. Tinha a sua sede no Recife, mas sua unidade de produção têxtil foi implantada em Paulista, lugar então no distrito de Olinda, hoje município autônomo na região metropolitana do Recife. A fundação da Companhia de Tecidos Paulista está assinalada em nota publicada dia 14 de Junho de 1891 no jornal A Província (Recife), edição n.º 131, a qual está acessível na Hemeroteca Digital Brasileira pertencente à Biblioteca Nacional do Brasil.
A família de Herman Theodor Lundgren (sênior) conseguiu adquirir a maioria do capital representado por ações da Companhia de Tecidos Paulista em finais de 1902, mas só tomou posse efetiva de sua direção na assembleia de acionistas realizada no dia 20 de fevereiro de 1903, cuja ata foi publicada no Diário Oficial da União, páginas 1.333 e 1.334, edição do dia 31 de março de 1903. Esta é a razão por que não é a antecessora jurídica da atual entidade titular da rede de distribuição comercial designada Pernambucanas que só foi fundada no dia 25 de setembro de 1908 pelos filhos e herdeiros do comerciante e industrial sueco naturalizado brasileiro Herman Theodor Lundgren, falecido cerca de um ano e meio antes disso, dia 11 de fevereiro de 1907 em seu domicílio de residência no Recife.
Em 1917, Frederico João Lundgren, segundo filho mais velho de Herman Lundgren (sênior) junto com os irmãos mais novos, visando estabelecer uma nova unidade de produção têxtil, mais tarde designada Companhia de Tecidos Rio Tinto, comprou do fazendeiro Alberto de Albuquerque, por dois mil contos de réis, 601 quilômetros quadrados de terras do então «Engenho da Preguiça», as quais estavam sobretudo cobertas de Mata Atlântica, e habitadas por tribos potiguaras, por pequenos fazendeiros e posseiros, onde se situa o atual município de Rio Tinto.Apesar de muito isolado, o preço baixo das terras do «Engenho de Fogo Morto», então desativado, a disponibilidade de matéria-prima em profusão — o algodão produzido no Nordeste — e de matas para alimentar as caldeiras, além da proximidade de rios navegáveis com saída para o mar que serviriam de escoadouros da produção. Contudo, o fator decisivo foi a isenção de impostos estaduais por 25 anos, concedida pelo governo paraibano.
A fábrica foi inaugurada no dia 27 de dezembro de 1924 com pompa e circunstância sob o olhar de uma multidão de mais de cinco mil espectadores, incluindo políticos e jornalistas convidados, os quais ficaram estarrecidos com a grandeza das obras. “Angariadores” que percorreram o Nordeste à procura de famílias de camponeses dispostos a trabalhar. Os Lundgren contrataram estes angariadores para recrutar mão de obra inexperiente nas regiões circunvizinhas, que ao chegar a Rio Tinto, os seus elementos mais robustos eram escolhidos para o trabalho na tecelagem, os mais fracos para a seção de acabamento de panos. As posições técnicas e de administração ficavam nas mãos de trabalhadores europeus, sobretudo alemães.
Em 1918, inicia-se a implantação do projeto da companhia. Navios começam a trazer da Europa para Cabedelo as primeiras máquinas para o fabrico de tecidos. Pouco tempo depois, o rio Mamanguape ganhava um atracadouro para o desembarque de peças mecânicas de até 100 toneladas conduzidas desde o Porto de Cabedelo em barcos da própria companhia fabril. Com a implantação da companhia de tecidos e o desenvolvimento do seu parque fabril foram criados, em paralelo, os equipamentos comunitários (vilas residenciais, igreja, chalés, cinema, barracão e delegacia, ainda hoje considerados atrativos histórico-culturais da cidade). Em seguida, foram então contratados na Alemanha mais de 80 especialistas do ramo fabril, a maioria engenheiros têxteis, para cargos técnicos e de direção, boa parte dos quais trouxeram naturalmente consigo também as respectivas famílias.

### Apogeu industrial

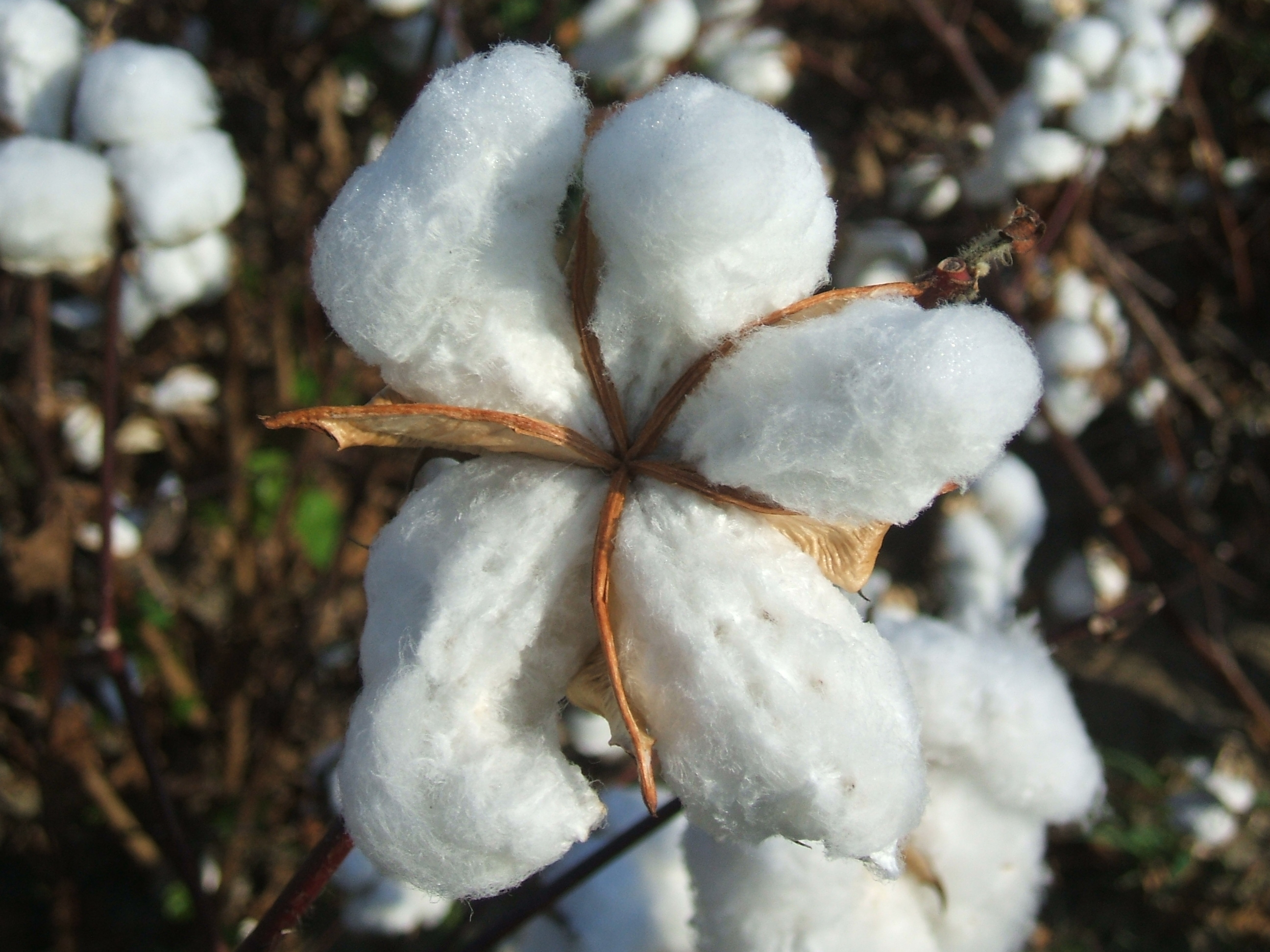
A grande quantidade de algodão do Nordeste Oriental foi o que impulsionou o grandioso empreendimento.

Após a morte de Herman Lundgren, em 1907, seu amigo Dannyel Heinrich Kubrusly passa a cuidar dos negócios da família. Quando Kubrusly morre, em 1910, os negócios passam às mãos dos filhos de Herman, educados na Alemanha e Inglaterra. A administração do projeto em Rio Tinto e desenvolvimento da fábrica couberam principalmente a Frederico João Lundgren (1879–1946), o qual foi sucedido por Arthur Lundgren, o qual se fez eleger primeiro prefeito de Rio Tinto, em 23 de dezembro de 1956, logo após o distrito de Rio Tinto se ter emancipado do município de Mamanguape e se tornar um município autônomo e independente.
A fase áurea da Companhia de Tecidos Rio Tinto aconteceu no início dos anos 1960, quando se deu o apogeu das exportações para a Europa e os Estados Unidos. Nessa época, Rio Tinto tinha então uma das maiores arrecadações tributárias do interior nordestino, o que significava o pleno funcionamento de centenas de teares em 50 galpões, dentro de uma área construída de 52 mil metros quadrados. Doze caldeiras queimavam por dia 80 caminhões de lenha, gerando 15 mil empregos diretos. A fábrica foi o motivo condutor para edificação de quase tudo o que hoje está de pé na cidade, o que inclui 2.613 casas de habitação, o hospital, as praças e o armazém destinado ao suprimento das despensas de técnicos, dirigentes e operários. Com toda essa prosperidade, os trabalhadores tinham privilégios pouco comuns para o interior nordestino da época, como emprego fixo e assistência médica.
Em 10 de setembro de 1933, a fábrica recebe a visita de Getúlio Vargas e consegue um contrato para produzir fazendas de algodão mesclado azul e brim branco para a Marinha de Guerra do Brasil. O prestígio do Grupo Lundgren era então imenso.

### Tensões da guerra e declínio
Em 18 de agosto de 1945, cerca de dois mil operários da fábrica de tecidos invadem os chalés dos alemães, quebrando tudo e exigindo que os estrangeiros fossem deportados. Tanto no país quanto em Rio Tinto ardia o ódio sobrevindo do torpedeamento de navios da Marinha Mercante do Brasil três anos antes por submarinos então supostamente germânicos, durante a Segunda Guerra Mundial. Meses depois, com a situação mais estabilizada, a Companhia de Tecidos Rio Tinto acionou judicialmente o Estado em busca da indenização dos prejuízos, a qual nunca foi obtida. Muitos alemães, apesar de tripudiados e espoliados, ainda lá permaneceram para insatisfação dos xenófabos locais.
Em 1946 morre Frederico João Lundgren e seu irmão Arthur assume a direção, procurando mudar os mecanismos de gestão empresarial então vigentes, suprimindo muitos dos benefícios até então concedidos à classe operária, como  moradia e alimentação a custos irrisórios. Greves então se instalaram e os trabalhadores recorriam à justiça trabalhista em busca da preservação de seus direitos. Além disso, em 1960 a maioria dos teares da fábrica datava do período entre 1890 e 1930, o que afetava a produtividade, os custos e a qualidade. A Consolidação das Leis Trabalhistas (CLT) de 1943 e as mudanças trazidas pelo Estado Novo (1937–1945) foram o golpe final na manutenção da administração coronelista do conglomerado.
Em 1963, um ex-operário da fábrica, o torneiro mecânico Antonio Fernandes de Andrade, elege-se prefeito municipal contra os interesses dos antigos patrões. A partir de então, os Lundgren mostram-se desestimulados. Com os galpões, o palacete (não oficialmente aberto ao turismo), marcenarias e oficinas de manutenção fechados, o espólio dos Lundgren, hoje administrado por um pequeno escritório local, vive da receita dos alugueis de 80% das casas de Rio Tinto, empregando, para tanto, em torno de 70 pessoas.